# Оуэ, Эйдзи
Эйдзи Оуэ (яп. 大植 英次 о:уэ эйдзи) (род. 3 октября 1957, Хиросима) — японский дирижёр.

## Биография
Учился у Хидэо Сайто в Школе музыки Тохо Гакуэн, в 1978 г. по приглашению Сэйдзи Одзавы отправился в летнюю музыкальную школу Тэнглвуд, где занимался под руководством Леонарда Бернстайна. В 1991—1995 гг. возглавлял Филармонический оркестр Эри, будучи одновременно вторым дирижёром Филармонического оркестра Баффало; в 1995—2002 гг. главный дирижёр Оркестра Миннесоты. В 1998—2009 гг. Оуэ также руководил Филармоническим оркестром Северогерманского радио в Ганновере, специализирующимся на лёгком классическом репертуаре. В 2003 г. он возглавил Осакский филармонический оркестр, а в 2006 г. также Национальный оркестр Каталонии.
В 2005 г. дебютировал на Байройтском фестивале постановкой «Тристана и Изольды».
С 2000 года профессор Ганноверской Высшей школы музыки.
Основная область интересов — музыка XX века. Среди осуществлённых записей — произведения Джорджа Антейла, Леонарда Бернстайна, Дмитрия Кабалевского (все симфонии), Аарона Копленда, Густава Малера, Богуслава Мартину, Сергея Рахманинова, Отторино Респиги, Игоря Стравинского, Альфреда Шнитке, Рихарда Штрауса.